# Пеструшка темнокрылая
Пеструшка темнокрылая, или пеструшка сапфо, или пеструшка сафо, или пеструшка травяная (лат. Neptis sappho) — дневная бабочка из семейства нимфалид.

## Первоописание и этимология
Латинское название происходит от имени древнегреческой поэтессы Сапфо (630/612 — 572/570 годы до н. э.) с острова Лесбос.
Типовая местность: гора Кабатская, около Усолье (Самарская область, Россия).

## Описание

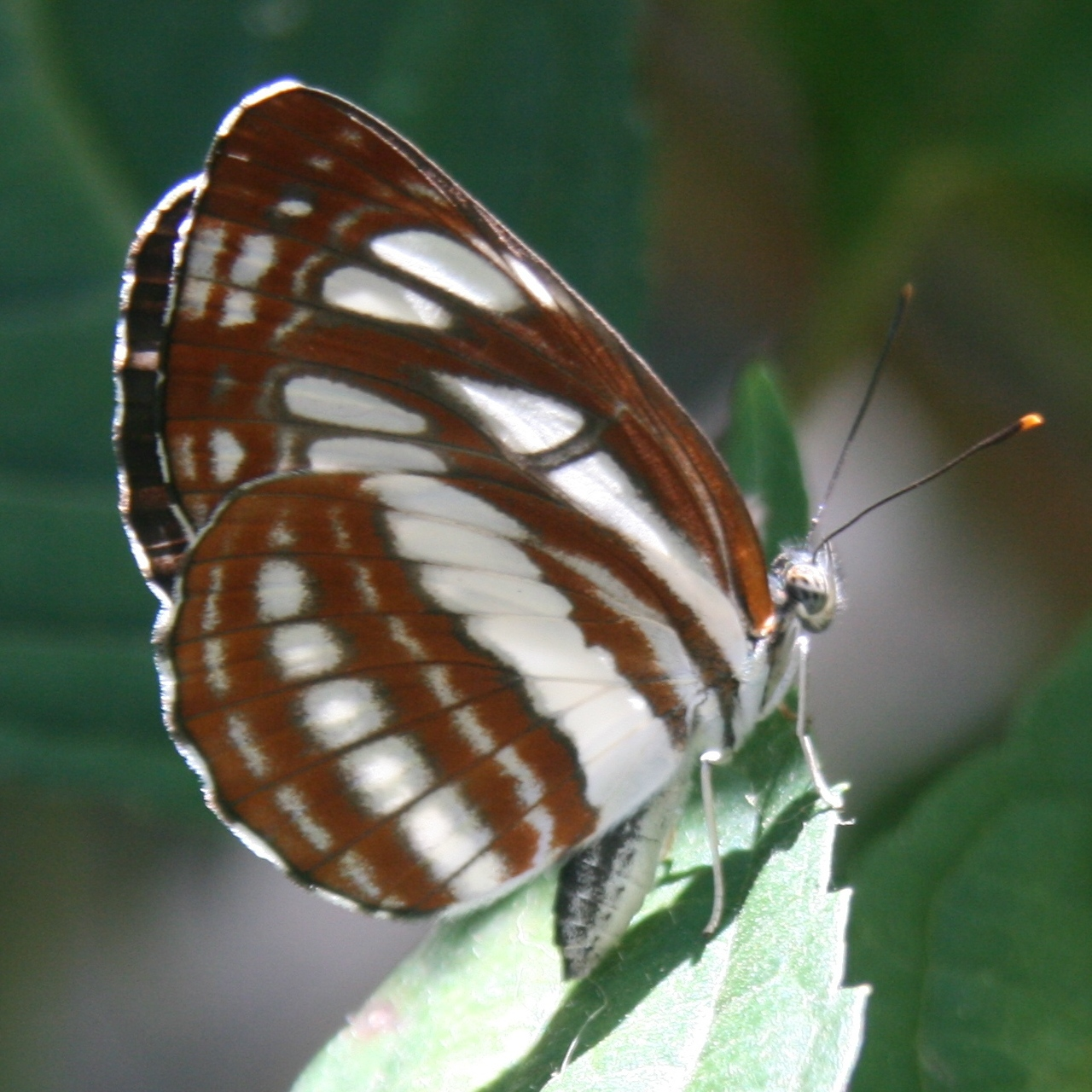
Нижняя сторона крыльев

Размах крыльев — 36–48 мм. Верх крыльев от тёмно-коричневого до чёрного, со множеством крупных и более мелких белых пятен и перевязей. Переднее крыло с округлой вершиной, на нём выделяются две белые перевязи: из маленьких округлых пятнышек вдоль края и внутренняя из крупных пяте  вытянутой формы. От начала крыла к центру тянется продольная, расширяющаяся к вершине белая полоса из 2-3 пятен, верхнее из которых имеет форму треугольника. На заднем крыле — две белые перевязи, из которых срединная шире, а постдискальная распадается на отдельные пятна; по обеим сторонам постдискальной перевязи нечётко просматриваются узкие охристые полосы. Испод красновато-коричневый, с белыми пятнами, повторяющими рисунок верха. Самки несколько крупнее самцов и несут на крыльях более широкие белые перевязи.

## Распространение
Балканский полуостров, Словения, Австрия, Словакия, Венгрия, Восточная Европа, Центральная, Восточная и Юго-Восточная Азия.
Локальный вид, распространённый в Карпатах (в нижнем поясе гор до 500 м над уровнем моря), на Венгерской и Нижнедунайской низменностях. В северном Прикарпатье доходит до украино-польской границы, в самой Польше после 1967 года считался вымершим, однако в 2019—2020 вновь обнаружен на крайнем юго-востоке страны. В Беларуси вид был указан в XIX веке Е. Баллионом и Н. Арнольдом для Могилёвской области, в течение XX века на территории республики не отмечался, но в XXI веке встречается в Гомельской области. От Карпат распространяется на восток узкой полосой по южной границе лесостепи по территории северной Молдовы и Украины. Далее ареал расширяется и вид локально отмечается по Смоленско-Московской и Среднерусской возвышенностям вплоть до Кировской области на севере, Южного Урала на востоке, Курской области и Адыгеи на юге. В Нижнем Придонье вид не встречается.

## Образ жизни

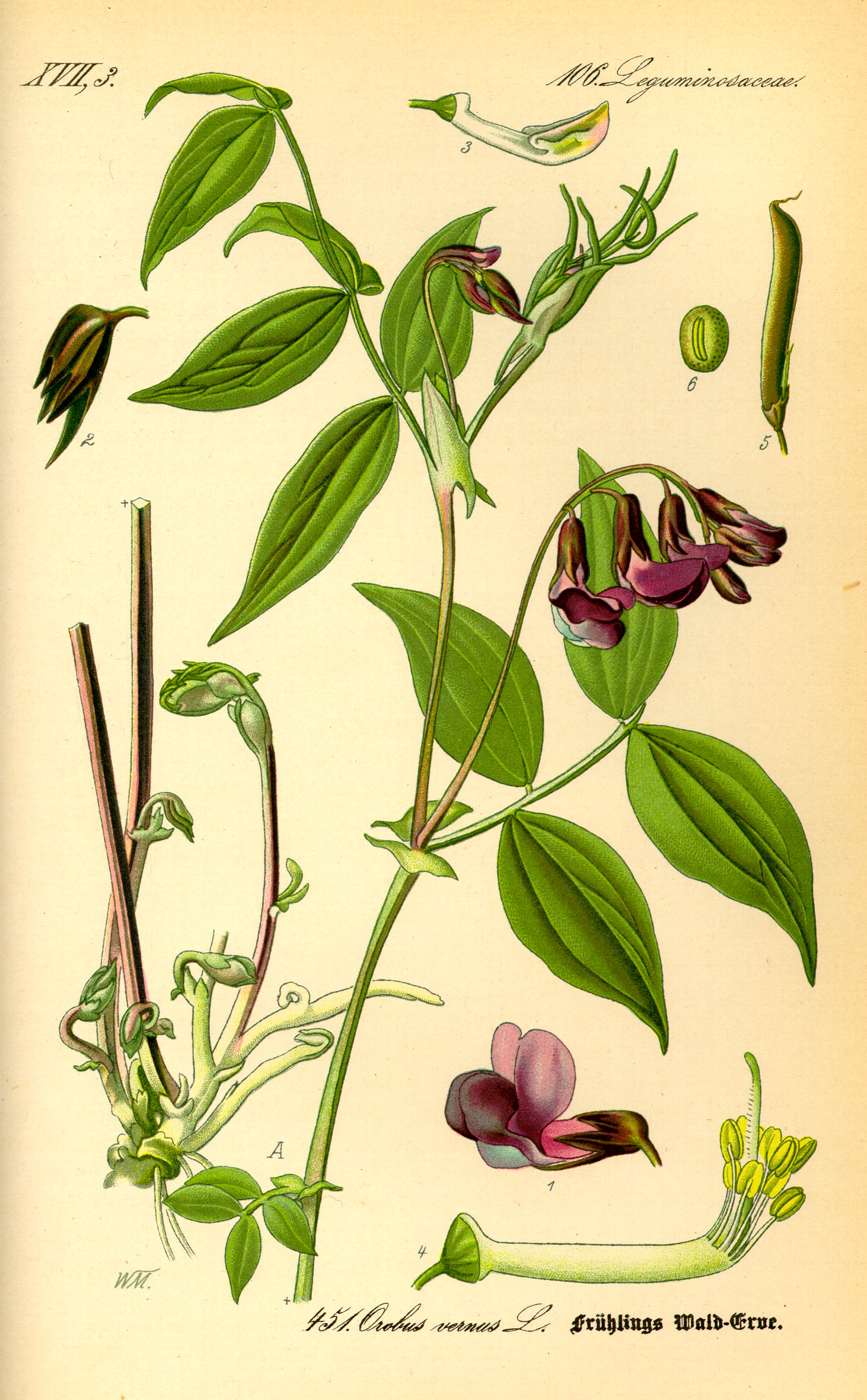
Чина весенняя — Lathyrus vernus. Ботаническая иллюстрация из книги О. В. Томе, Flora von Deutschland, Österreich und der Schweiz, 1885, Gera, Germany.

### Местообитания
Поляны, опушки, обочины дорог под пологом разрежённых лиственных лесов, участки местности вблизи рек и других водоёмов — здесь растут растения, на которых развиваются гусеницы.

### Кормовые растения гусениц
Чина — Lathyrus (L.), в особенности Чина весенняя (Lathyrus vernus (L.) Bernh.) и Чина весенняя (Lathyrus vernus (L.) Bernh.). С интродукцией в 1950-х годах и распространением североамериканского дерева Робиния ложноакациевая (Robinia pseudacacia L.) в Юго-Восточной Европе, эта пеструшка адаптировалась к питанию и на этом растении. Благодаря этому вид может расселиться в гораздо большем количестве типов местообитаний, чем раньше.

### Время лёта
В умеренных широтах бабочки летают в одном поколении с середины июня по конец августа. На юге ареала развиваются две генерации и лёт проходит с начала мая по июнь и с июля по конец августа. Самка откладывает по 1 яйцу на лист кормового растения. Стадия яйца длится 8–10 дней. Зимует молодая гусеница. Окукливается на листьях или на ветвях дерева головой вниз. Стадия куколки продолжается 6–14 дней.

## Похожие виды
- Пеструшка таволговая — Neptis rivularis (Scopoli, 1763) — евразийский вид с широким ареалом
- Пеструшка Шпейера — Neptis speyeri (Staudinger, 1887) — Приморье, Китай, Корея

## Замечания по охране
В Красной книге Всемирного союза охраны природы вид имеет 4-ю категорию охраны (NT) — таксон, не находящийся под угрозой исчезновения, но близкий к нему, имеющий неблагоприятные тенденции на окружающих территориях или зависимый от осуществляемых мер охраны. Включён в Красную книгу Московской области (2018) (категория 2), Красную книгу Воронежской области (2018) (категория 2), Красную книгу Тульской области (2013) (категория 3ав) и ряда других регионов России.